# Chthoniini
Tribu
Synonymes
- Kewochthoniini Chamberlin, 1929

Les Chthoniini sont une tribu de pseudoscorpions de la famille des Chthoniidae.

## Distribution
Les espèces de cette tribu se rencontrent en Europe, en Amérique, en Afrique, en Océanie et en Asie.

## Liste des genres
Selon Pseudoscorpions of the World (version 3.0) :
- Aphrastochthonius Chamberlin, 1962
- Apochthonius Chamberlin, 1929
- Austrochthonius Chamberlin, 1929
- Caribchthonius Muchmore, 1976
- Chiliochthonius Vitali-di Castri, 1976
- Chthonius C. L. Koch, 1843
- Congochthonius Beier, 1959
- Drepanochthonius Beier, 1964
- Francochthonius Vitali-di Castri, 1976
- Kleptochthonius Chamberlin, 1949
- Malcolmochthonius Benedict, 1978
- Mexichthonius Muchmore, 1975
- Mundochthonius Chamberlin, 1929
- Neochthonius Chamberlin, 1929
- Pseudochthonius Balzan, 1892
- Sathrochthoniella Beier, 1967
- Sathrochthonius Chamberlin, 1962
- Spelyngochthonius Beier, 1955
- Tyrannochthoniella Beier, 1966

et décrits ou élevés depuis :
- Cantabrochthonius Zaragoza, 2017
- Ephippiochthonius Beier, 1930
- Globochthonius Beier, 1931
- Hesperochthonius Muchmore, 1968
- Microchthonius Hadži, 1933
- Occidenchthonius Zaragoza, 2017
- Zaragozachthonius Gardini, 2020

## Publication originale
- Daday, 1888 : « A Magyar Nemzeti Muzeum álskorpióinak áttekintése. » Természetrajzi Füzetek kiadja a Magyar nemzeti Muzeum, vol. 11, p. 111-136 & 165-192 (texte intégral).